# Iblard jikan
Iblard jikan (イバラード時間,?, Ibarādo jikan, lett. "Il tempo di Iblard") è un OAV dello Studio Ghibli del 2007. Il video dura circa 30 minuti ed è diviso in 8 parti, ognuna sviluppata partendo da alcuni dipinti di Naohisa Inoue e con alcune parti animate in computer grafica. L'arte di Iblard ha ispirato le scene del libro fantasy nel film I sospiri del mio cuore (1995).
L'anime non ha una trama evidente, è come una serie di dipinti in cui si notano solo alcune parti o figure in movimento, le prime immagini sono relativamente realistiche poi diventano man mano più surreali e oniriche. È praticamente privo di dialoghi.